# Rimpinevan linnustonsuojelualue
Rimpinevan linnustonsuojelualue este o arie protejată (arie de protecție specială avifaunistică — SPA) din Finlanda întinsă pe o suprafață de 514 ha, integral pe uscat.

## Localizare
Centrul sitului Rimpinevan linnustonsuojelualue este situat la coordonatele 63°51′41″N 24°52′43″E / 63.8614°N 24.8786°E.

## Înființare
Situl Rimpinevan linnustonsuojelualue a fost declarat arie de protecție specială avifaunistică în august 1998 pentru a proteja 15 specii de animale.

## Biodiversitate
Situată în ecoregiunea boreală, aria protejată nu include niciun habitat protejat.
La baza desemnării sitului se află mai multe specii protejate de  păsări (15): rață sulițar (Anas acuta), gâscă de semănătură (Anser fabalis), prundaș de nămol (Calidris falcinellus), erete vânăt (Circus cyaneus), lebădă de iarnă (Cygnus cygnus), Emberiza rustica, vânturel roșu (Falco tinnunculus), cufundar mic (Gavia stellata), cocor (Grus grus), Lyrurus tetrix tetrix, codobatura galbenă (Motacilla flava), ciocănitoare de munte (Picoides tridactylus), ploier auriu (Pluvialis apricaria), huhurezul mic (Strix uralensis), fluierar de mlaștină (Tringa glareola).
Pe lângă speciile protejate, pe teritoriul sitului au mai fost identificate 8 specii de plante, 1 specie de păsări.